# Dysderoidea
Dysderoidea (лат.) — надсемейство аранеоморфных пауков из серии Haplogynae. Насчитывают 1420 видов, объединяемых в 131 род и 4 семейства. 